# Apanteles impunctatus
Apanteles impunctatus är en stekelart som beskrevs av Muesebeck 1933. Apanteles impunctatus ingår i släktet Apanteles och familjen bracksteklar. Inga underarter finns listade i Catalogue of Life.